# Малашенко, Юрий Владимирович
Юрий Владимирович Малашенко (9 февраля 1926, Горки, Оршанский округ, Белорусская ССР — 20 апреля 1990, Омск) — руководитель авиационной промышленности СССР, ген. директор Омского моторостроительного ПО им. П. И. Баранова (1976—1986), почётный авиастроитель СССР (1986), Депутат Верховного Совета СССР XI созыва (1984—1989).

## Биография
Родился в 1926 году в Горках Оршанского округа.
В 1950 г. окончил Казанский авиационный институт и был направлен на работу в Омский моторостроительный завод им. П. И. Баранова. Работал мастером механического цеха (1950—1952), зам. начальника цеха (1952—1953), начальник цеха (1953—1954), начальник производства (1954—1960), зам. гл. инженера (1960—1961), начальник Крутогорского филиала — испытательной станции жидкостнореактивных двигателей (1961—1963), гл. инженер з-да (1963—1976), генеральный директор Омского моторостроительного ПО им. П. И. Баранова (1976—1986).
Под его руководством была выполнена реконструкция и техническое перевооружению производства, освоен серийный выпуск авиационного двигателя АЛ 21 — Ф3 для самолетов боевой авиации Су-17 и Су-24.
По его инициативе была создана и он был техническим руководителем первой в Омске испытательной станции жидкостнореактивных двигателей.
По его инициативе началось активное строительство хозяйственным способом жилья для коллектива завода и объектов соцкультбыта.
Депутат Верховного Совета СССР XI созыва (1984—1989).
Умер 20 апреля 1990 года в Омске. Похоронен на Старо-Северном кладбище.

## Звание
В 1986 г. решением Министерства авиационной промышленности СССР и президиума ЦК профсоюза рабочих авиационной промышленности СССР награждён нагрудным знаком «Почётный авиастроитель».

## Награды
- ордена Ленина (1966, 1971, 1981)
- орден Трудового Красного Знамени (1976)
- ордена «Знак Почета» (1957, 1961)
- нагрудный знак «Почётный авиастроитель».
- медалями СССР и ВДНХ